# أنهر سفلي
أنهر سفلي هي قرية في مقاطعة أرومية، إيران. عدد سكان هذه القرية هو 765 في سنة 2006.